# Pirati (Chiello)
Pirati è un singolo del cantautore italiano Chiello, pubblicato il 28 marzo 2025 come quarto estratto dal terzo album in studio Scarabocchi.

## Descrizione
Il brano è una ballata intensa che unisce ricordi d'infanzia e
avventure senza tempo. Chiello descrive la canzone come una riflessione sul passare del tempo e sulla crescita personale, sottolineando come, a volte, ci si svegli e ci si renda conto che parti di sé sono svanite.
Su Instagram il cantante ha parlato della canzone dicendo: 

## Tracce
Testi di Rocco Modello, Domenico Venturo, Matteo Pigoni, Fausto Cigarini, Saverio Cigarini, musiche di Fausto Cigarini.
1. Pirati – 3:13